# 吉永忍
吉永 忍（よしなが しのぶ、1934年10月22日 - 2000年8月16日）は、日本中央競馬会に所属した騎手、調教師。
1953年に国営競馬（翌年より日本中央競馬会）で騎手デビューし、1974年まで騎乗。1978年より調教師として開業し、1989年には管理馬サンドピアリスでエリザベス女王杯を制した。2000年に在職のまま死去。

## 経歴
宮崎県北諸県郡高城町出身。農業を営んだ実家では農耕馬を飼養していたが吉永はこれに触れたことさえなく、中学校卒業後には船員として就職が決まっていた。しかし当時身長132cmと非常に小柄で、従兄に騎手をしていた吉永猛がいたこともあり、競馬会の職員を兄にもつ担任教師から騎手になることを勧められる。これに乗った吉永は、教師の兄の狩猟仲間であった戌亥信義（京都競馬場）のもとへ騎手見習いとして入門。1951年より騎手養成所長期課程に入所した。デビューまでの間に身長が伸び、減量苦を負うようになったという。
1953年10月に騎手免許を取得し、11月にデビュー。翌1954年3月20日、京都競馬場の障害競走において騎乗馬エゾホマレで初勝利を挙げた。しかし以後重賞勝利などの目立った成績を挙げることはなく、1974年に引退。通算成績は1158戦47勝（1954年以降）。騎手時代から調教師試験のため勉強を重ねており、引退後の1975年からは調教師となっていた猛のもとで調教助手となり厩舎経営などを学んだ。
1977年に調教師免許を取得し、翌1978年より栗東トレーニングセンターで厩舎を開業した。1987年に管理馬ダイタクロンシャンがデイリー杯3歳ステークスを制し、重賞初勝利を挙げている。
1989年にはサンドピアリスを擁してGI競走・エリザベス女王杯に臨んだ。同馬は当時ダート競走で2勝を挙げていたのみで、吉永は900万下条件戦へ出走させることを考えていた。しかし馬主が「登録だけでも」と女王杯への出走を促し、可愛がっていた若手騎手の岸滋彦がGIに乗りたがっていたこともあり、こちらへ回ったという経緯があった。当日の人気は20頭立ての最低人気で、吉永から岸への指示は「1頭でも2頭でも負かしてこい」というのみであった。しかしサンドピアリスは道中後方の位置から、最後の直線で先行勢を一気にかわして優勝。単勝配当43060円という、グレード制導入（1984年）後のGI競走では史上最高、旧八大競走を含めては、1949年日本ダービーでタチカゼが記録した55430円に次ぐ2位という大波乱を起こした。サンドピアリスがダート向きだと思い込んでいたという吉永は「ファンの人たちと同じように私も驚きました」「馬に申し訳なかった」と感想を述べた。
2000年3月にはサンドピアリスの仔・タマモストロングがマーチステークスを制し、吉永に3つめの重賞をもたらす。しかし吉永は同年肝細胞がんのため入院し、8月16日に死去した。65歳没。病名は告知されておらず、厩舎スタッフには「退院してくるまで力を合わせて頑張ってほしい。タマモストロングが走る9月のエルムステークスは必ず見に行くから」と話していたという。調教師通算成績は3866戦269勝。

## 調教師成績
1. 出典：日本中央競馬会公式サイト・引退調教師名鑑「吉永忍」

| 年     | 開催 | 勝利 | 出走  | 勝率  | 重賞勝利馬（優勝競走）                        |
| ------ | ---- | ---- | ----- | ----- | --------------------------------------------- |
| 1978年 | 中央 | 1勝  | 25回  | .040  |                                               |
| 1979年 | 中央 | 3勝  | 75回  | .040  |                                               |
| 1980年 | 中央 | 4勝  | 109回 | .037  |                                               |
| 1981年 | 中央 | 9勝  | 115回 | .078  |                                               |
| 1982年 | 中央 | 10勝 | 169回 | .059  |                                               |
| 1983年 | 中央 | 13勝 | 136回 | .096  |                                               |
| 1984年 | 中央 | 13勝 | 144回 | .090  |                                               |
| 1985年 | 中央 | 11勝 | 162回 | .068  |                                               |
| 1986年 | 中央 | 13勝 | 173回 | .075  |                                               |
| 1987年 | 中央 | 19勝 | 272回 | .070  | ダイタクロンシャン（デイリー杯3歳ステークス） |
| 1988年 | 中央 | 14勝 | 243回 | .058  |                                               |
| 1989年 | 中央 | 14勝 | 174回 | .080  | サンドピアリス（エリザベス女王杯）            |
| 1990年 | 中央 | 8勝  | 183回 | .044  |                                               |
| 1991年 | 中央 | 14勝 | 225回 | .062  |                                               |
| 1992年 | 中央 | 15勝 | 179回 | .084  |                                               |
| 1993年 | 中央 | 21勝 | 247回 | .085  |                                               |
| 1994年 | 中央 | 16勝 | 236回 | .068  |                                               |
| 1995年 | 中央 | 9勝  | 151回 | .060  |                                               |
| 1996年 | 中央 | 12勝 | 197回 | .061  |                                               |
| 1996年 | 地方 | 1勝  | 3回   | .333  |                                               |
| 1996年 | 計   | 13勝 | 200回 | .065  |                                               |
| 1997年 | 中央 | 4勝  | 130回 | .031  |                                               |
| 1997年 | 地方 | 2勝  | 8回   | .250  |                                               |
| 1997年 | 計   | 6勝  | 138回 | .043  |                                               |
| 1998年 | 中央 | 15勝 | 187回 | .080  |                                               |
| 1998年 | 地方 | 0勝  | 3回   | .000  |                                               |
| 1998年 | 計   | 15勝 | 190回 | .079  |                                               |
| 1999年 | 中央 | 15勝 | 206回 | .073  |                                               |
| 1999年 | 地方 | －   | －    | －    |                                               |
| 1999年 | 計   | 15勝 | 206回 | .073  |                                               |
| 2000年 | 中央 | 12勝 | 113回 | .106  | タマモストロング（マーチステークス）          |
| 2000年 | 地方 | 1勝  | 1回   | 1.000 | タマモストロング（マーチステークス）          |
| 2000年 | 計   | 13勝 | 114回 | .114  | タマモストロング（マーチステークス）          |